# Jessy Bulbo
Jessy Bulbo (nascida Jessica Araceli Carrillo Cuevas em 10 de outubro de 1974 na Cidade do México) é uma cantora, baixista e compositora mexicana, comumente associada ao movimento riot grrrl.
Jessy começou sua carreira na virada do século na banda de punk rock Las Ultrasónicas, na qual cantava e tocava baixo. Mais tarde, ela começou uma carreira solo. Após deixar o grupo no início dos anos 2000, ela lançou seu primeiro single solo, "Maldito", em 2006. A música foi apresentada na East Los FM, uma das estações de rádio fictícias do jogo de ação e aventura de 2013 Grand Theft Auto V.

## Infância e adolescência
Bulbo nasceu no Hospital Fernando Quiroz em Álvaro Obregón, Cidade do México e cresceu em Tlalnepantla de Baz. Seus pais eram jovens ativistas que, devido à gravidez de sua mãe de seu irmão mais velho, deixaram uma manifestação mais cedo e escaparam do massacre de Tlatelolco. Sua mãe, uma marxista graduando em sociologia pela Universidad Autónoma Metropolitana, criou ela e seus três irmãos sob condições iguais. Ela se lembra de se sentir discriminada na escola por sua educação não religiosa.
Jessy queria ser dançarina, mas foi fazer faculdade de Jornalismo na Universidade Nacional Autônoma do México. Por volta dos 17 anos começou a assistir a shows e em um deles conheceu Carlos Pérez, baixista dos Los Psicóticos, de quem noivou. Ele a encorajou a tocar baixo e a apresentou a outras bandas punk e de garagem. Ela acabou abandonando a faculdade em meio a uma greve geral na instituição.
Também quando ela tinha 17 anos, seus pais se divorciaram. Sua mãe mais tarde se mudaria para a Califórnia e seu pai se tornou economista do governo federal.

## Carreira

### Las Ultrasónicas
Conforme conhecia bandas diferentes, ela foi apresentada a Tere Farsissa e Ali Gua-Gua, que a convidaram para sua banda recém-formada Las Ultrasónicas em 1996.
Ao se juntar à banda, ela adotou o apelido de "Bulbo" ("bulbo" em espanhol) devido à sua obsessão por amplificadores valvulados, que muitas vezes tinham válvulas em forma de bulbos de luz/lâmpadas.
Em 2000, a banda entrou em hiato e Jessy foi para Xalapa, onde formou o Bulbo Raquídeo. No ano seguinte, ela voltou à Cidade do México para gravar Oh sí, más más!!! com Las Ultrasónicas, mas deixou o grupo no ano seguinte, em novembro, após vários conflitos e discussões.

### Carreira solo

#### Primeiros trabalhos solo:Saga Mama,Taras Bulba(2001-2010)
Jessy pensou em seguir carreira solo depois de deixar o grupo, mas se sentiu desmotivada e caiu em depressão. Depois de se recuperar, voltou a frequentar shows e em um deles conheceu Alexis Ruiz, vibrafonista do Pathé de Fuá, e começou a trabalhar em ideias musicais com ele.
Alexis a encorajou a retomar sua carreira musical e eles formaram uma dupla chamada Bulberizer, que mais tarde mudou seu nome para Jessy Bulbo y La Chen-Chachón até que ela começou a usar apenas seu nome em 2006. A formação do grupo se completou com Aarón Bautista (guitarra, teclados), Damián Pérez (guitarra, bateria) e Héctor Salazar (órgãos e efeitos).
Após assinar com a Nuevos Ricos, ela lançou sua primeira demo, "Maldito", e mais tarde (2007) lançou seu primeiro álbum solo, Saga Mama, com distribuição pela EMI.
Em 2008, lançou seu segundo trabalho, Taras Bulba, também com Nuevos Ricos. Ela então mudou para Grabaxxiones Alicia e em 2010 lançou seu terceiro álbum solo, Telememe + Greatest Tits, um álbum duplo com material novo (Telememe) e uma compilação (Greatest Tits). Telememe foi precedida pelo single inspirado em Chava Flores e com estilo ranchera "La Cruda Moral".

#### Outros álbuns (2010-)
Em 2011, ela participou de "Dolor en los huevos", uma música do disco Conejo en el sombrero de La Gusana Ciega; e de "Buenas chambas", do Huele fresa (Veo Muertos).
Em 2015, ela lançou Changuenonium pela Masare Records, explorando diferentes estilos latinos. Ela também fez mais uma participação especial, desta vez em "Influenzombie", de El Monstruo son los Otros (do disco Yo no soy el monstruo).
Em 13 de agosto de 2020, ela realizou o primeiro de uma série de shows no topo de edifícios da Cidade do México para apoiar artistas independentes afetados pela pandemia do COVID-19.

## Outros interesses e trabalhos
Em 2010, Jessy estrelou no filme El lenguaje de los machetes, de Kytzia Terrazas, e escreveu a trilha sonora original do filme. Por seu papel, ela foi indicada ao Prêmio Ariel de Melhor Atriz.
Ela também é autora de um livro, Rock Doll, publicado pela Ediciones B.
Em 2017, Jessy começou a se interessar por beisebol depois de assistir à World Series. Em 2021, apresentou-se no Béisbal Rock!, campeonato que envolve artistas. Ela joga principalmente como primeira base.

## Vida pessoal
Quando de 2012, Jessy mora em San Miguel Chapultepec com seu ex-baterista e atual parceiro Alexis Ruiz.

## Discografia

### Álbuns de estúdio
- Saga Mama (2007)
- Taras Bulba (2008)
- Telememe (2010)
- Changuemonium (2015)